# Penny Taylor
Penelope Jane 'Penny' Taylor (Melbourne, Victoria, 24 mei 1981) is een Australische basketbalspeelster. Ze nam tweemaal deel aan de Olympische Spelen en behaalde hierbij twee zilveren medailles.

## Carrière

### Australië
Zoals veel van de beste vrouwelijke basketbalspeelsters van Australië begon Taylor haar loopbaan bij het team van het Australian Institute of Sport (AIS). Nadat ze daar van 1997 tot 1999 had gespeeld, verhuisde ze naar het Dandenong Rangers team voor de seizoenen 1999 tot 2002. Vanaf 2001 speelde zij in de zomermaanden in de US WNBA. Na het seizoen 2002 speelde ze voorlopig bij Europese ploegen tijdens de WNBA seizoensonderbreking. Pas na het WNBA-seizoen 2014 keerde ze voor twee seizoenen terug naar haar thuisclub Dandenong Rangers in de Australische Women's National Basketball League (WNBL).

### Verenigde Staten
In 2001 stapte Taylor over van de Australische WNBL naar de WNBA met de Cleveland Rockers. Na in het begin als invaller te zijn gebruikt, nam haar speeltijd toe en vanaf het seizoen 2002 was zij een vaste waarde in de basisopstelling van het team. Zij speelde bij de Rockers tot 2003, waarna de franchise werd opgeheven. In de daaropvolgende dispersie draft werd ze als eerste gekozen door de Phoenix Mercury. Ook daar was ze meteen een van de steunpilaren van het team. Met dit team werd Taylor WNBA kampioen in 2007 en 2009. Zij speelde geen wedstrijden in de WNBA in 2008. In 2012 scheurde Taylor haar kruisband in een Euroleague-wedstrijd en miste het WNBA-seizoen 2012. In 2014 won ze haar derde WNBA-titel met Phoenix Mercury. Ook in het seizoen 2015 speelde ze geen wedstrijden voor de Mercury. Bij haar terugkeer naar Phoenix in 2016, leidde ze de ploeg opnieuw naar de halve finales van de play-offs.
Ze beëindigde haar professionele basketbalcarrière na het WNBA-seizoen van 2016. Tot op dat moment speelde ze 355 wedstrijden in 13 reguliere seizoenen van de WNBA. Ze stond 277 mei in de basis en scoorde 4606 punten, 1559 rebounds en 1053 assists. In 50 play-off wedstrijden stond ze altijd in de basisopstelling en scoorde 670 punten, 243 rebounds en 181 assists. Zij werd in 2002, 2007 en 2011 in het WNBA All-Star Team opgenomen.

### Europa
Tijdens het off-season van de WNBA speelde Taylor, zoals veel WNBA speelsters, regelmatig in Europa. Sinds 2005 heeft zij gespeeld voor teams in Italië, Rusland en Turkije. Zij en haar team wonnen het nationaal kampioenschap eenmaal in Italië en eenmaal in Rusland, en ze wonnen zelfs twee kampioenschappen in Turkije. Zij speelde voor het laatst voor de Turkse club Fenerbahçe Istanbul in het seizoen 2011/12.

### Nationale ploeg
Taylor maakte van 1998 tot 2016 deel uit van de Australische nationale ploeg en won met hen het olympisch zilver in Athene in 2004 en Peking in 2008. Ze miste de Olympische Spelen van 2012 door een blessure. In haar laatste internationale toernooi op de Olympische Spelen van 2016 in Rio werd ze slechts vijfde met het team. Op het wereldkampioenschap basketbal van 2006 vierde zij met de Australische vrouwen haar grootste succes in nationale tenue door de titel te winnen. Op de wereldkampioenschappen van 2002 en 2014 droeg ze bij tot het behalen van de bronzen medaille. Op het wereldkampioenschap basketbal in 2010 eindigde ze met het Australische team slechts als 5e. In 1997 won Taylor met het Australische juniorenteam de zilveren medaille op het wereldkampioenschap voor jongeren.

## Privé
Taylor trouwde in 2005 met de Braziliaans volleybalspeler Rodrigo Rodrigues Gil. Later scheidde ze van hem. In 2017 trouwde ze met oud ploeggenoot Diana Taurasi. In 2018 kregen ze samen een zoon.
0 Olympia Scott · 
2 Kelly Miller · 
3 Diana Taurasi · 
5 Teana Miller · 
11 Kelly Schumacher · 
12 Belinda Snell · 
13 Penny Taylor-Gil · 
21 Jennifer Lacy · 
23 Cappie Pondexter · 
24 Jennifer Derevjanik · 
33 Kelly Mazzante · 
50 Tangela Smith · 
Coach Paul Westhead
2 Temeka Johnson · 
3 Diana Taurasi · 
11 Ketia Swanier · 
13 Penny Taylor · 
21 Brooke Smith · 
23 Cappie Pondexter · 
24 DeWanna Bonner · 
30 Nicole Ohlde · 
33 Kelly Mazzante · 
43 Le'coe Willingham · 
50 Tangela Smith · 
Coach Corey Gaines
3 Diana Taurasi · 
4 Candice Dupree · 
8 Mistie Bass · 
10 Anete Jēkabsone-Žogota · 
11 Ewelina Kobryn · 
13 Penny Taylor · 
14 Shay Murphy · 
23 Tiffany Bias · 
24 DeWanna Bonner · 
31 Erin Phillips · 
42 Brittney Griner · 
Coach Sandy Brondello
- Australian Women's Register: AWE2388b